# اسپرم اهدایی
اسپرم اهدایی (به انگلیسی: Sperm donation) به معنای اهدای مایع منی حاوی اسپرم زنده به زوجینی است که مرد فاقد اسپرم و توانایی بارور کردن همسرش است و مشکل باروری دارند. مردان مجرد و متأهل هر دو می‌توانند اهداکننده اسپرم باشند. اسپرم اهدایی در بانک اسپرم فریز می‌شود و در آزمایشگاه تخمک زن با اسپرم مرد بیگانه به روش لقاح مصنوعی ترکیب شده و سلول بارور شده را به رحم زن تزریق می‌کنند. از نظر حقوقی دیگر حق پدری ندارد و جنین تشکیل شده متعلق به زوج دریافت کننده می‌شود.
ماهیت و شرایط بارداری‌هایی که با انواع روش‌های لقاح مصنوعی انجام می‌شود مانند بارداری‌های طبیعی است که از طریق رابطه جنسی ایجاد می‌شود. اما از نظر بیولوژیکی ویژگی‌های نوزاد شبیه به فرد اهدا کننده می‌شود.

## روند اهدا کردن اسپرم
مردانی که می‌خواهند اسپرم‌های خود را اهدا کنند، باید از نظر شرایط ژنتیکی و پزشکی مراحل غربالگری زیر را انجام دهند:
- اهدا کنندگان اسپرم باید تاریخچه کامل خانوادگی و پزشکی داشته باشند.
  - آن‌ها باید از نظربیماریهای ژنتیکی مثل تالاسمی آزمایش شوند.
  - اهداکنندگان اسپرم باید در زمینه مسائل بهداشت روانی مورد معاینه قرار گیرند.
  - اهدا کنندگان باید برای بیماری‌های مسری از جمله HIV، هپاتیت، سوزاک و سفلیس آزمایش بدهند. اهدا کنندگان باید دارای تناسب اندام باشند ( نه چاق باشند و نه لاغر ) و اجزاء صورتشان بدون عیب باشد . سن اهداکنندگان بیش از بیست و کمتر از چهل سال باشد . ضریب هوشی اهداکنندگان بایدبیش از میانگین افراد جامعه باشد. اهداکنندگان باید شیوۀ زندگی سالمی داشته باشند (رژیم غذایی سالم داشته باشند و سیگار و مشروب مصرف نکنند).
  - [۳]ارزیابی کیفیت مایع منی[۴]

## فرایند اهدای اسپرم در ایران
اگر تصمیم دارید یک پروسه اهدای اسپرم در ایران داشته باشید، باید نسبت به یک سری موارد و هزینه‌های انجام این کار اطلاعات کافی داشته باشید. هزینه از فردی به فرد دیگر متفاوت است. با بی‌حسی موضعی اسپرم‌ها از بیضه‌ها برداشته می‌شود. حدود ۱ الی ۲ ساعت برداشتن اسپرم توسط پزشک طول می‌کشد. این عمل سرپایی است و همان روز که این کار انجام شد می‌توانید به خانه برگردید. تا حدود سه هفته نباید کار سنگین انجام دهید اما از همان روز اول بعد از چند ساعت استراحت می‌توانید فعالیت‌های روزمره خود را شروع کنید.